# Cao Ly Thuận Tông
Cao Ly Thuận Tông (Hangeul: 고려 순종, chữ Hán: 高麗 順宗; 28 tháng 12 năm 1047 – 5 tháng 12 năm 1083, trị vì 1083) là quốc vương thứ 12 của Cao Ly. Ông là con trai cả của Cao Ly Văn Tông và là anh trai Cao Ly Tuyên Tông và Cao Ly Túc Tông. Ông được xác nhận là người thừa kế ngôi báu và năm 1054. Tuy nhiên, ông đã qua đời ngay trong năm lên ngôi, 1083. Ông có tên húy là Vương Huân (王勳, 왕훈, Wang Hun), tên chữ là Nghĩa Cung (義恭, 의공, Uigong).
Thuận Tông được truy thụy là Anh Minh Tĩnh Hiến Tuyên Huệ Đại vương (英明靖憲宣惠大王), táng tại Thành lăng (成陵). Ông không có con cái, vương đệ của ông kế vị, tức Cao Ly Tuyên Tông.

## Gia quyến
- Trinh Ý Vương hậu (정의왕후), con gái Tĩnh Giản vương Vương Cơ. Vương Cơ là em ruột của vua Văn Tông. Vì vậy bà là chị họ của Thuận Tông.
- Tuyên Hi Vương hậu (선희왕후; ? – 1126), con gái Kim Lương Kiệm (金良儉). Sơ phong Diên Phúc Cung chủ (延福宮主). Các đời vua sau truy thụy là Cung Ý Hòa Thuận Tuyên Hi Vương hậu (恭懿和順宣禧王后)
- Trường Khanh Cung chủ Lý thị (장경궁주 이씨), con gái của Lý Hạo. Tư thông với cung nô, bị phế. Bà gọi Nhân Duệ Vương hậu là cô mẫu.